# غزوند (طبس مسينا)
غزوند (بالفارسية: گزوند) هي مستوطنة تقع في إيران في قسم طبس مسینا الريفي. يقدر عدد سكانها بـ 82 نسمة بحسب إحصاء 2016.